# L'Intruse (film, 1913)
Pour les articles homonymes, voir L'Intruse.
Pour plus de détails, voir Fiche technique et Distribution.
L'Intruse est un film muet français réalisé par Louis Feuillade, tourné en 1912 et sorti en 1913.

## Fiche technique
- Réalisation : Louis Feuillade
- Société de production :  Société des Établissements L. Gaumont
- Format : Noir et blanc — 35 mm — 1,37:1  — film muet
- Métrage : 815 m
- Durée : 27 minutes
- Date de sortie : 
  - France : 3 janvier 1913

## Distribution
- René Navarre : Breschard
- Renée Carl : la Breschard
- Louis Leubas : le tenancier
- Jeanne Briey : Marthe Durieux
- Madame Steyer : la grand-mère
- Devalence : le magistrat
- Suzanne Privat